# Oberonia patentifolia
Oberonia patentifolia är en orkidéart som beskrevs av Oakes Ames och Charles Schweinfurth. Oberonia patentifolia ingår i släktet Oberonia och familjen orkidéer. Inga underarter finns listade i Catalogue of Life.